# Trillian
Trillian ist ein Instant Messenger des Unternehmens Cerulean Studios für verschiedene Protokolle. Das Programm ist für Windows, macOS, Android und iOS verfügbar. Es existiert weiterhin eine clientunabhängige Webversion (Zugang via Webbrowser). Diese ermöglicht es, über verschiedene Protokolle auch mit Personen zu kommunizieren, die andere Instant Messenger oder soziale Netzwerke einsetzen.
Mittels Trillian konnte man mit Nutzern der Instant-Messaging-Netzwerke AIM, Google Talk, Facebook, ICQ, XMPP und IRC per Textchat kommunizieren. Im Trillian-eigenen Astra-Netzwerk sind auch Audio- und Videochat möglich. Des Weiteren wurden die sozialen Netzwerke wie Facebook, inklusive des Facebook Chat, MySpaceIM, Twitter, Foursquare, die VZ Netzwerke und LinkedIn unterstützt. Auch Bonjour konnte mit dem mitgelieferten Plug-in verwendet werden. Außerdem existierten weitere Plug-ins für andere Protokolle, wie des Novell-GroupWise Messengers. Über die Jahre sind diverse Plugins entfallen und einige Dienste wie bspw. ICQ und AIM von deren Betreibern abgeschaltet worden. Stand 2024 werden neben dem eigenen Astra-Protokoll noch IRC, XMPP/Jabber und Olark unterstützt. Weiterhin können E-Mail-Postfächer über POP3 oder IMAP abgerufen werden.
Benannt wurde das Programm nach Tricia (Marie) McMillan, genannt Trillian, einer Hauptfigur aus dem Buch Per Anhalter durch die Galaxis von Douglas Adams. Das Programm ist in C und C++ programmiert.

## Plug-ins und Skins
Plug-ins wurden sowohl von Cerulean Studios selbst (wie z. B. eine integrierte Rechtschreibkorrektur (Spell Check), ein Minibrowser zum Betrachten von AIM-Profilen im HTML-Format und die meisten Netzwerk-Plug-ins (ICQ, AIM, Skype, WLM, Jabber, Yahoo, Bonjour)) als auch von unabhängigen Programmierern der Community erstellt. Beispiele für Ersteres sind unter anderem das Skype-Plug-in, für Letzteres ein Audio-Player (Trilly Tunes) sowie diverse Plug-ins die von Cerulean Studios bereitgestellte, aber veraltete Plug-ins ersetzen (z. B. Prüfung von POP3- und IMAP-Postfächern auf neue Nachrichten (My Mail), einen Feedreader (Good News), einen Übersetzer und diverse Spiele). Auf der Cerulean Studios Website fand sich eine Liste mit vielen Plug-ins, weitere waren unter anderem im Plug-in-Bereich des offiziellen Forums zu finden.
Chatverläufe werden als XML- und TXT-Dateien gespeichert sowie mit anderen gleichzeitig verbundenen Geräten synchronisiert. Kunden mit einer aktiven Pro-Lizenz können die Chronik auch online speichern und von überall aus abrufen.
Für die Windows-Version sind außerdem verschiedene Skins verfügbar, mit denen sich das Aussehen der Benutzeroberfläche verändern lässt. Die meisten dieser Skins wurden ebenfalls von Mitgliedern der Trillian Community entwickelt. 
Plug-ins
- Grün und Blau für Astra
- Blau und Rot für Google Talk (Dienst ist mittlerweile abgeschaltet)
- Hellgrün für ICQ (Clientsupport seit 1. April 2019 nicht mehr möglich)
- Blau für Windows Live Messenger (Dienst ist mittlerweile abgeschaltet)
- Rot für Yahoo Messenger (Dienst ist mittlerweile abgeschaltet)
- Orange für AIM (Dienst ist mittlerweile abgeschaltet)
- Lila für XMPP
- Hellgrau und Lila für MySpaceIM (Dienst ist mittlerweile abgeschaltet)
- Blau und Hellblau für Facebook (Dienst ist nicht mehr verfügbar)
- Hellgrau für IRC
- Orange und Dunkelgrau für Bonjour (Dienst ist nicht mehr verfügbar)
- Cyan für Skype (Dienst ist nicht mehr verfügbar)

## Funktionen

### Verschlüsselung
Wenn beide Gesprächspartner Trillian benutzen, war es über ICQ und AIM möglich, mit SecureIM verschlüsselt zu chatten. Dabei wurde eine 128-Bit Blowfish-Verschlüsselung benutzt. Beim Chat über das Astra-Netzwerk wird generell eine verschlüsselte Übertragung verwendet. Eine Verschlüsselung mit Off-the-Record Messaging (OTR) ist nur per Drittanbieter-Plug-in möglich. Dieses Plug-in ist jedoch veraltet und funktioniert mit den aktuellen Versionen nicht mehr korrekt.

### Instant Lookup
Ab Version 3.0 war es in Trillian mit Instant Lookup (zu Deutsch etwa "sofort nachschlagen") möglich, direkt Wörter aus Chat-Gesprächen in Wikipedia nachzuschlagen. Ein- und ausgehende Texte werden automatisch mit Wikipedia-Einträgen verknüpft. Man erkennt solche Wörter daran, dass sie unterstrichen dargestellt werden. Wenn man dann mit der Maus über den unterstrichenen Text fuhr, erschien der Wikipedia-Text in einem kleinen Fenster. In aktuellen Versionen ist diese Funktion nicht mehr enthalten.

### Gesprächsverlauf
Trillian Pro unterstützt das Onlinespeichern aller Konversationen, in den kostenlosen Desktop-Versionen werden diese lokal als TXT- und XML-Dateien abgelegt und bei Erwerb einer Pro-Lizenz auf Wunsch mit dem Astra-Server synchronisiert.

### Versteckte Emoticons
Ab Version 2.0 Pro gab es einige, darunter auch animierte, Emoticons, die nicht in der normalen Liste sichtbar sind. Nach der Eingabe bestimmter Zeichenkombinationen (z. B. <:) und O:-)) erschienen die Emoticons im Chatfenster.

### Synchronisation
Die verschiedenen Trillian-Clients (z. B. Mobil und PC) können gleichzeitig betrieben werden. Über die Trillian-Server werden die Einstellungen (etwa Userliste) und die Nachrichten auf den verschiedenen Plattformen synchronisiert. So kann eine Kommunikation, die auf einem Gerät oder im Web begonnen wurde, auf einem anderen nahtlos fortgesetzt werden. Bei der Mobilversion wird die Verbindung zu den Netzwerken über die Server auch aufrechterhalten, wenn die Mobilfunkverbindung kurzzeitig unterbrochen ist. Über einen Pausen-Modus kann sie sogar mehrere Stunden bei ausgeschalteten Mobilfunkgerät gehalten werden.

## Versionsgeschichte
| Name                     | Version         | Datum                      | Bemerkung |
| ------------------------ | --------------- | -------------------------- | --- |
| Trillian 0.x für Windows | 0.50            | 1. Juli 2000               | Erste veröffentlichte Version, als reiner IRC-Client. |
| Trillian 0.x für Windows | 0.52            | 11. Aug. 2000              | Zusätzliche IRC-Funktionen hinzugefügt. |
| Trillian 0.x für Windows | 0.60            | 29. Nov. 2000              | Unterstützung von AIM, ICQ und MSN hinzugefügt. |
| Trillian 0.x für Windows | 0.61            | 23. Dez. 2000              | Unterstützung von Yahoo! hinzugefügt. |
| Trillian 0.x für Windows | 0.62 bis 0.6351 | 28. Jan. bis 20. Juni 2001 | Diverse Updates und Patches. |
| Trillian 0.x für Windows | 0.70            | 5. Dez. 2001               | Unterstützung von Dateiübertragungen zwischen Gesprächspartnern. |
| Trillian 0.x für Windows | 0.71            | 18. Dez. 2001              | Unterstützung von verschlüsselten Gesprächen hinzugefügt. |
| Trillian 0.x für Windows | 0.72 bis 0.724c | 29. Jan. bis 20. Feb. 2002 | Probleme mit AIM behoben – AIM-Betreiber AOL änderte Übertragungs-Protokoll um Nicht-AIM-Clients zu sperren. |
| Trillian 0.x für Windows | 0.73            | 7. Juni 2002               | Fehlerbehebung bei MSN, Unterstützung automatischer Aktualisierung bei neuer Programmversion. |
| Trillian 0.x für Windows | 0.74 und 0.74f  | 10. Sept. 2002             | SecureIM hinzugefügt. Sicherheitslücke im IRC-Plug-in geschlossen. |
| Trillian 1 für Windows   | 1.0             | 10. Sept. 2002             | Trillian Pro 1.0 als erste kostenpflichtige Version veröffentlicht. Keine kostenlose Basic-Version veröffentlicht. |
| Trillian 2 für Windows   | 2.0             | 9. Sept. 2003              | Trillian Pro 2.0 unterstützt Plug-ins von Drittanbietern. Keine kostenlose Basic-Version veröffentlicht. |
| Trillian 3.x für Windows | 3.0.0.964       | 17. Dez. 2004              | Erste Finalversion, Unterstützung von Audio- und Video-Chats hinzugefügt. Als Basic- und Pro-Version veröffentlicht. |
| Trillian 3.x für Windows | 3.0.0.967       | 21. Dez. 2004              | Fehlerbehebungen; zuvor erschien die Aktualisierung 3.0.0.965. |
| Trillian 3.x für Windows | 3.1.0.121       | 23. Feb. 2005              | Erste Finalversion der Produktreihe mit vielen Fehlerbehebungen, vor allem im IRC-Plug-in. Als Basic- und Pro-Version veröffentlicht. |
| Trillian 3.x für Windows | 3.1.5.0         | 27. Apr. 2007              | Windows Vista-Unterstützung, vier Sicherheitslücken geschlossen. Zusammenfassung bisheriger Patches. |
| Trillian 3.x für Windows | 3.1.12.0        | 26. Nov. 2008              | Sicherheitsupdates. Zuvor erschienen die Sicherheits- und Stabilitätsaktualisierungen 3.1.5.0 bis 3.1.11.0. |
| Trillian 3.x für Windows | 3.1.13.0        | 16. Juli 2009              | Fehler im AIM/ICQ-Plug-in beim Anmelden (Unbekannter Fehlercode 27) behoben. |
| Trillian 3.x für Windows | 3.1.14.0        | 1. Sept. 2009              | Aktualisierung des Yahoo!-Protokolls, um Hinweis auf veraltete Version zu unterbinden. |
| Trillian 3.x für Windows | 3.1.15.0        | 10. Aug. 2010              | Aktualisierung des AIM-Protokolls, um Hinweis auf veraltete Version zu unterbinden und des WLM-Protokolls, um Verbindungsherstellung zu ermöglichen. |
| Trillian 4.x für Windows | 4.0.0.117       | 12. Aug. 2009              | Erste Finalversion mit Audio und Video über Astra-Netzwerk, Webcam über Yahoo!, Dateiübertragungen, Desktopwidgets. |
| Trillian 4.x für Windows | 4.0.0.118       | 14. Sept. 2009             | Fehler im Facebook- und IRC-Plug-in behoben. |
| Trillian 4.x für Windows | 4.0.0.119       | 6. Nov. 2009               | Aktualisierung aufgrund einer Änderung im Facebook-Chatprotokoll. |
| Trillian 4.x für Windows | 4.1.0.11        | 1. Okt. 2009               | Erste öffentliche Alphaversion der Produktreihe mit vielen neuen Funktionen. Anschließend erschienen Versionen 4.1.0.12 bis 4.1.0.14, jeweils nur für Pro Kunden verfügbar. Für alle Anwender zugänglich waren die Betaversionen 4.1.0.15 bis 4.1.0.22. |
| Trillian 4.x für Windows | 4.1.0.23        | 19. Jan. 2010              | Erste Finalversion der Produktreihe mit vielen neuen Funktionen, wie verbessertem E-Mail-System, weiterentwickelter Windows 7-Integration und Optimierungen bei Facebook und Twitter, sowie einer großen Anzahl an Fehlerbehebungen.                    |
| Trillian 4.x für Windows | 4.1.0.24        | 11. Feb. 2010              | Aktualisierung, um Facebook-Chat über XMPP zu unterstützen, sowie mehrere Fehlerbehebungen. |
| Trillian 4.x für Windows | 4.2.0.19        | 21. Mai 2010               | Erste Finalversion der Produktreihe mit einer großen Anzahl an Fehlerbehebungen, sowie neuem Metakontakt-Chatfenster, neuer WLM-Engine (Unterstützung von mehreren Standorten, schnellere Dateiübertragungen) und Verbesserungen im Twitter-Plug-in.    |
| Trillian 4.x für Windows | 4.2.0.20        | 30. Juni 2010              | Mehrere behobene Fehler die das WLM-Plug-in betreffen. Deaktivierung der kombinierten Fenster eines Metakontaktes wird angewendet. |
| Trillian 4.x für Windows | 4.2.0.21        | 18. Aug. 2010              | Die Größe einer Einstellungsdatei auf den Servern von Cerulean Studios wurde reduziert. |
| Trillian 4.x für Windows | 4.2.0.22        | 23. Aug. 2010              | Fehler beim Start bei der Anmeldung im Astra-Netzwerk behoben. |
| Trillian 4.x für Windows | 4.2.0.23        | 2. Nov. 2010               | Fehlerbehebung bei der Verbindung zum ICQ-Netzwerk. |
| Trillian 4.x für Windows | 4.2.0.24        | 17. Jan. 2011              | Kompatibilität mit Skype 5.1 und Fehlerkorrektur bei WLM-Offlinenachrichten. |
| Trillian 4.x für Windows | 4.2.0.25        | 15. Feb. 2011              | Behebung des ständigen Hinweises "Ihre Konversation ist nun nicht mehr vertraulich." bei Google Talk. |
| Trillian 5.x für Windows | 5.0.0.35        | 19. Aug. 2011              | Unterstützung des Plauderkastens der VZ-Netzwerke meinVZ/studiVZ und schülerVZ sowie Foursquare und LinkedIn. Pro-Funktionen kostenlos, dafür Werbeanzeigen integriert. Eine Pro-Lizenz ermöglicht das online speichern der Chronik und Werbefreiheit.  |
| Trillian 5.x für Windows | 5.1.0.15        | 6. Nov. 2011               | Native Integration von Skype mittels Skypekit. |
| Trillian 5.x für Windows | 5.1.0.19        | 26. Apr. 2012              | Kleines Update dient der Vorbereitung für die kommenden Trillian Server upgrades. |
| Trillian 5.x für Windows | 5.3.0.12        | 23. Jan. 2013              | In-Game Chat, Gruppen-Chats über das Trillian-Protokoll, Trillian for Business. |
| Trillian 5.x für Windows | 5.4.0.9         | 24. Sept. 2013             | |
| Trillian 5.x für Windows | 5.4.0.10        | 2. Okt. 2013               | Beitreten und Verlassen von Gruppenchats nun ausblendbar. |
| Trillian 5.x für Windows | 5.4.0.16        | 9. Apr. 2014               | Fix für Heartbleed. |
| Trillian 5.x für Windows | 5.5.0.11        | 23. Juli 2014              | Viele neue Funktionen und Fehlerbehebungen, Änderungen der Oberfläche, u. a. für Windows 8, Nicht-stören-Modus, Unterstützung für Trillian-Gruppenchats.                                                                                                |
| Trillian 5.x für Windows | 5.5.0.16        | 30. Sept. 2014             | – |
| Trillian 5.x für Windows | 5.5.0.19        | 14. Dez. 2014              | Probleme mit dem Windows Live Messenger behoben. |
| Trillian 5.x für Windows | 5.6.0.5         | 27. Mai 2015               | – |
| Trillian 6.x für Windows | 6.0.0.61        | 24. Jul. 2017              | – |
| Trillian 6.x für Windows | 6.5.0.45        | 4. Sep. 2024               | – |
| Trillian für macOS       | 1.0.0.166       | 10. Jan. 2011              | Erste im Mac App Store veröffentlichte Version mit Unterstützung von Astra, AIM, Bonjour, Facebook, Google Talk, ICQ, XMPP, VZ Chat, MySpaceIM, WLM und Yahoo!. Einsetzbar ab Mac OS X 10.5 Leopard oder höher.                                         |
| Trillian für macOS       | 1.0.0.167       | 31. Jan. 2011              | Viele Verbesserungen und Fehlerkorrekturen. |
| Trillian für macOS       | 1.1.0.1         | 14. Feb. 2011              | Adressbuchintegration, Unterstützung von Multitouch in Chatfenstern sowie einige neue Symbole und Einstellungen. |
| Trillian für macOS       | 1.1.0.3         | 24. März 2011              | Funktionalität des Continuous-Client hinzugefügt. |
| Trillian für macOS       | 1.1.0.6         | 19. Mai 2011               | Verbesserungen bei der Kontaktlistendarstellung und mehrere Fehlerkorrekturen. |
| Trillian für macOS       | 6.1             | 24. Okt. 2017              | – |
| Trillian für macOS       | 6.5.0.43        | 8. Sep. 2023               | – |
| Trillian für Android     | 1.0.0.149       | 15. Dez. 2010              | Erste im Google Play Store veröffentlichte Version. Unterstützung von Astra, AIM, Facebook Chat, Google Talk, ICQ, XMPP, MySpaceIM, WLM und Yahoo!. Einsetzbar ab Android 1.6 oder höher.                                                               |
| Trillian für Android     | 1.0.0.150       | 15. Dez. 2010              | Update. Keine Änderungsliste veröffentlicht. |
| Trillian für Android     | 1.0.0.164       | 2. Feb. 2011               | Verbesserungen bezüglich C2DM und Optimierung beim Wiederverbinden. |
| Trillian für Android     | 1.0.0.165       | 1. März 2011               | Fehlerkorrekturen für Android 3.0 Honeycomb und bei E-Mail-Push-Benachrichtigungen. |
| Trillian für Android     | 1.1.0.203       | 16. Mai 2011               | Ab sofort kostenlos im Google Play Store. Einfacher Chatchronikbetrachter hinzugefügt sowie Optimierung der Netzwerkengine. |
| Trillian für Android     | 1.1.0.215       | 19. Mai 2011               | Deutsche Lokalisierung. XMPP-Fehler behoben. Neue Benachrichtigungssymbole in der Statusleiste. Option für den Autostart von Trillian beim Booten des Android-Gerätes hinzugefügt.                                                                      |
| Trillian für Android     | 1.1.0.240       | 30. Sept. 2011             | Bugfixes. Integration Android Intent System und neueste Facebook Authentication. |
| Trillian für Android     | 6.1.0.11        | 3. Nov. 2017               | – |
| Trillian für Android     | 6.6.0.49        | 26. Aug. 2024              | – |
| Trillian für iOS         | 1.0.0.280       | 18. Nov. 2009              | Erste im App Store von Apple veröffentlichte Version. Synchronisation mit dem Astra-Netzwerk und Unterstützung von Astra, AIM, Google Talk, ICQ, Jabber/XMPP, MySpaceIM, WLM und Yahoo!.                                                                |
| Trillian für iOS         | 1.1.0.128       | 25. März 2010              | Unterstützung des Querformat-Modus, Facebook Chat, Verbindungsdauer von bis zu 7 Tagen, Geschwindigkeitsoptimierungen und Fehlerbehebungen. |
| Trillian für iOS         | 1.2.0.40        | 24. Apr. 2010              | Neue IM-Dienst- und Statusicons im Mac OS X-Design und Fehlerbehebungen. |
| Trillian für iOS         | 1.3.1.18        | 8. Juli 2010               | Unterstützung des iOS 4 mit Multitasking, schnelleres Fortsetzen unter iPhone OS 3, Windows Live Messenger mehrfache Anmeldung, weitere Emoticon-Codes sowie kleinere grafische Änderungen und Fehlerbehebungen.                                        |
| Trillian für iOS         | 1.3.2.0         | 9. Juli 2010               | Behebung Absturz beim iPad. |
| Trillian für iOS         | 1.5.0.112       | 13. Dez. 2010              | Stabilität der Verbindung erhöht. Neue Trillian-Emoticons mit Auswahlmenü und Browser für Webadressen integriert. |
| Trillian für iOS         | 1.5.1.17        | 21. Jan. 2011              | Falsche Reihenfolge von Nachrichten behoben und Verwendung der Auto-Korrektur auch am Ende von Nachrichten. |
| Trillian für iOS         | 1.5.2.4         | 17. Feb. 2011              | Viele Push-Benachrichtigungsfehler sowie Netzwerkprobleme behoben. |
| Trillian für iOS         | 1.5.4.1         | 18. März 2011              | Mehrere Fehlerkorrekturen. |
| Trillian für iOS         | 6.1.2           | 19. Dez. 2017              | – |
| Trillian für iOS         | 6.6.73          | 24. Jul. 2024              | – |
| Trillian für Blackberry  | 1.0.0.221       | 25. Aug. 2010              | Erste in der App World von Blackberry veröffentlichte Version. Unterstützung von Astra, AIM, Facebook Chat, Google Talk, ICQ, XMPP, MySpaceIM, WLM und Yahoo!.                                                                                          |
| Trillian für Blackberry  | 1.1.0.29        | 8. Dez. 2010               | Neue Emoticons mit Auswahlmenü, Querformat Unterstützung und Integration in den Nachrichteneingang sowie Sortierung von Kontakten per Dienst. |
| Trillian für Blackberry  | 1.1.0.30        | 25. Feb. 2011              | Behebung von Fehlern beim Facebook Chat. |
| Trillian für Blackberry  | 1.1.0.45        | 26. Nov. 2011              | – |
| Trillian für Linux       | 2.0.0.7         | 25. Apr. 2016              | Frühe Version für Linux, die anfangs nur für Pro-Nutzer verfügbar war. |
| Trillian für Linux       | 6.1             | 25. Okt. 2017              | – |
| Trillian für Linux       | 6.3.0.1         | 27. Mai 2020               | – |